# مقراب نيوتن

مقراب نيوتن.

المقراب النيوتني هي نوع من المقارب العاكسة اخترعها العالم البريطاني إسحاق نيوتن مستخدمًا مرآة مقعرة رئيسية ومرآة مسطحة قطرية ثانوية. صنع نيوتن أول مقراب عاكس عام 1668، الذي يعد أقدم مقراب عاكس عملي معروف. كان التصميم البسيط لمقراب نيوتن سببًا لانتشار صناعته على أيدي صناع التلسكوبات من الهواة.

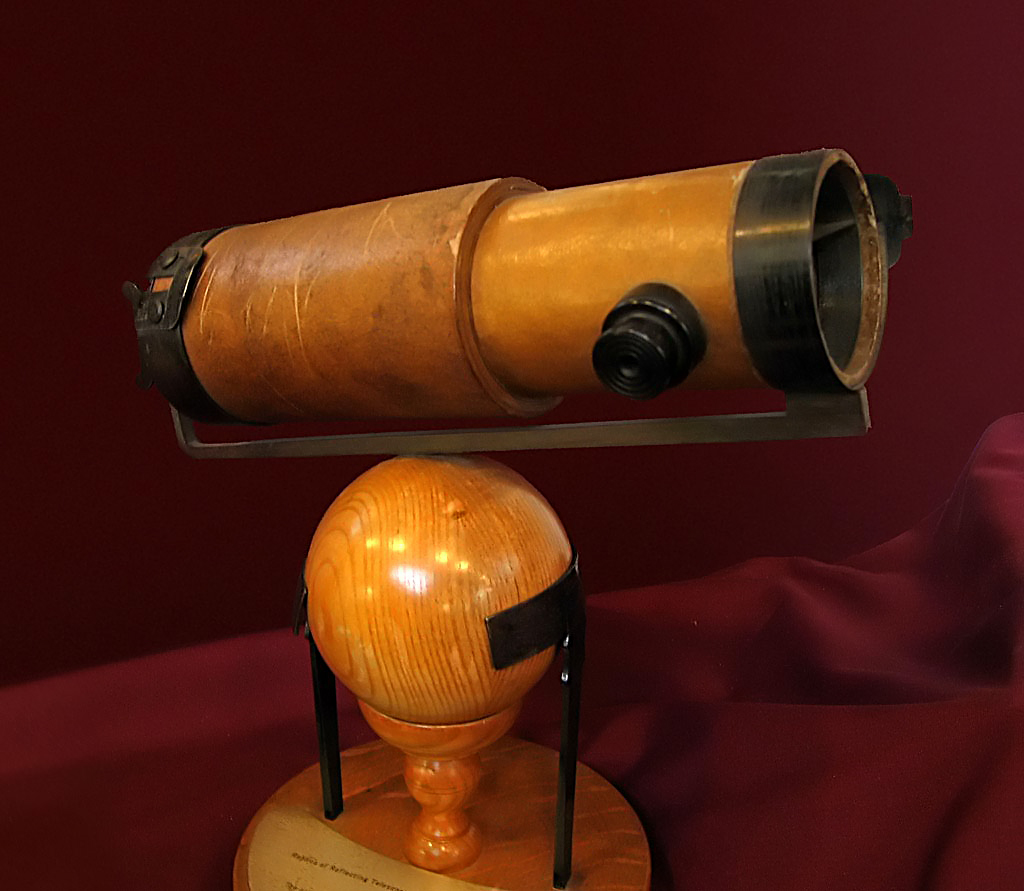
محاكاة للنموذج الثاني من مقراب نيوتن العاكس، الذي قدمه للجمعية الملكية عام 1672.

## طريقة عمله
طريقة عمله موضحة في الشكل.
من اليسار تدخل الأشعة القادمة من جرم بعيد ، ولهذا فهي تأتي متوازية . تسقط على المرآة المقعرة (في شكل قطع مكافيء) فتنعكس في بؤرة . قبل وصول الاشعة المنعكسة إلى البؤرة توجد مرآة ثانوية مستوية تعكس الاشعة المنعكسة من المرآة الرئيسة جانبا ، حيث يمكن للمشاهد رؤية صورة مكبرة بعينه مباشرة. كما يمكن وضع آلة تصوير بدلا من الرؤية بالعين والتقاط صورة مكبرة للجرم البعيد.

## اقرأ أيضا
- مقراب إكس إم إم نيوتن الفضائي
- تلسكوب كاسيجرين